# Incertidumbre médica

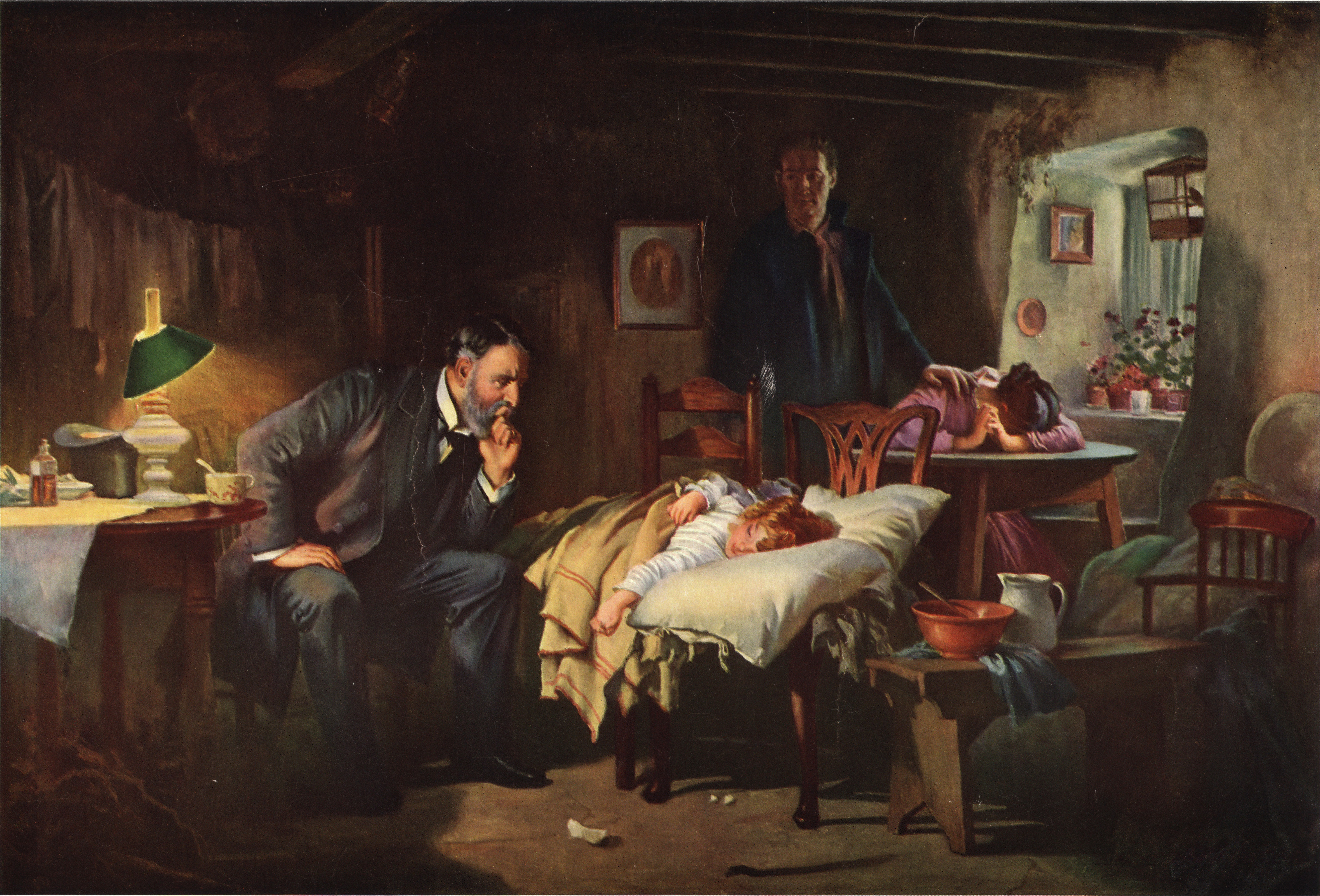
El doctor (1891), de Luke Fildes.

La incertidumbre del médico en la consulta es una situación profesional habitual, a la que se enfrenta en cada encuentro médico-paciente, ya que cada enfermo y cada visita es diferente. El médico debe aprender a abordarla y controlarla lo mejor posible para alcanzar una valoración clínica correcta. Para conseguirlo, el médico tiene conocimientos sólidos, habilidades altamente desarrolladas, material y métodos adecuados; y además, debe comprometerse con los pacientes y la sociedad, y buscar la dignidad personal y profesional.

## Abordaje clínico
Cada encuentro entre un médico y un paciente, ya sea en la consulta o en su domicilio, origina una serie de incertidumbres profesionales desde el momento que el enfermo plantea uno o varios motivos de consulta. El médico aplica la semiología clínica para ir recopilando información de interés sanitario, que registra en la historia clínica, y que puede completar con la exploración física del paciente, y si es preciso con la realización de pruebas complementarias para llegar al pronóstico, al diagnóstico y aplicar un tratamiento eficiente.
El método de trabajo o procedimientos desarrollados para la obtención de los datos (fundamentalmente el interrogatorio y el examen físico del paciente) se conoce como método clínico. Todo este proceso desde el planteamiento de la razón de consulta hasta la resolución del problema de salud, en general, se denomina episodio de atención; se sustenta en una serie encadenada de toma de decisiones médicas, que pueden tener complicaciones como las cascadas diagnósticas o terapéuticas.

## Control médico
Se basa en el aprendizaje y la práctica de la Medicina. Los estudiantes deben aprender mediante la acción, con una preparación en que escuchan, ven y reflexionan.
El médico debe aprender el Teorema de Bayes, la toma de decisiones, reconocer los heurísticos, y meditar sobre los límites imposibles del diagnóstico heroico. Para mejorar la toma de decisiones, como ejercicios de ensayo, se utilizan pacientes simulados, o se graban las primeras entrevistas clínicas. Y en especial, se practica en encuentros con pacientes reales, en primer lugar observando en cada acto clínico cómo controla la incertidumbre el médico experimentado, profesor y maestro; para luego aplicarlo personalmente bajo supervisión y, por último, ejerciendo con responsabilidad y respeto hacia el paciente, para conseguir el acierto y rapidez característico de los médicos bien formados. Otro recurso, aunque a más largo plazo, es la investigación médica.
El médico aprende que el objetivo no es el diagnóstico en sí (debe evitar la "tiranía del diagnóstico") sino la decisión que ayude a mejorar la salud de las personas, dentro de los valores y capacidades de la comunidad donde se integran.

## Modelos de toma de decisiones
En Medicina se emplean tres estrategias en el diagnóstico clínico:
- Razonamiento analógico mediante el reconocimiento de patrones de enfermedades.
- Razonamiento inductivo, que se basa en la investigación sistemática de síntomas y signos (anamnesis por órganos y aparatos, y exploración física) que sirven para formular una primera hipótesis.
- Método hipotético-deductivo, que consta de 4 fases: recolección de datos, formulación de hipótesis, interpretación de la información y comprobación de la hipótesis.

## Consulta centrada en el paciente
Para gestionar correctamente la incertidumbre médica, también es necesario saberla compartir con el paciente, mostrándose dispuesto a que participe en la toma decisiones sobre la naturaleza del problema de salud y la estrategia para resolverlo.